# Kihungu
Kihungu ist ein Verwaltungsbezirk (Ward) des Distrikts Mbinga (TC) in der tansanischen Region Ruvuma.

## Geografie
Kihungu liegt im Südwesten von Tansania etwa 25 Kilometer Luftlinie südöstlich der Distrikthauptstadt Mbinga. Die Grenze im Osten bildet der Fluss Rovuma, der rund 850 Meter hoch liegt. Nach Westen steigt das Land auf bis zu 1200 Meter an. Der Bezirk grenzt im Norden an Kitanda und im Osten an Kizuka und Mahukuru, die beide zum Distrikt Songea gehören. Im Süden grenzt Kihungu an Mpepai und im Westen an Kikolo. Bei der Volkszählung 2022 lebten 5394 Menschen in 1361 Haushalten auf einer Fläche von 102 Quadratkilometern.

## Gliederung
Der Bezirk besteht aus drei Gemeinden (Mtaa) mit 15 Orten (Kitongoji):
| Lipembe - Amani - Mlokweka - Marudio - Lipembe - Mapendano - Makondeko - Songambele | Kihungu - Kihungu - Mapendano - Uyole - Mwembeni - Pachani | Pachasita - Ndembo - Ngembambili - Lindi Mtoni |

## Infrastruktur
- Gesundheit: In der Gemeinde Kihungu befindet sich ein Gesundheitszentrum.[7]